# Redonda empetrus
La mariposa paramera de la Culata (Redonda empetrus) es una especie de mariposa, de la familia Nymphalidae, que fue descrita por el entomólogo alemán Theodor Otto Thieme a principios del siglo XX.

## Taxonomía
La descripción original se basó en ejemplares provenientes de las 'montañas nevadas' del estado Mérida, Venezuela. Aparentemente pocos ejemplares de esta especie llegaron a colecciones europeas y él o los ejemplares en los que se basó la descripción original se perdieron tras la muerte de su descriptor.
Durante muchos años el nombre se aplicó a diversas poblaciones que habitaban en los páramos de Mérida y Trujillo, pero la comparación de diferentes caracteres morfológicos ha permitido distinguir al menos seis especies diferentes a Redonda empetrus: Redonda bolivari Adams & Bernard, 1977, Redonda castellana Viloria and Camacho, 2015, Redonda centenaria Viloria and Camacho, 2015, Redonda chiquinquirana Ferrer-Paris, 2015, Redonda frailejona Ferrer-Paris and Costa, 2015 y Redonda lossadana Ferrer-Paris, 2015.

## Distribución
R. empetrus es una especie endémica de Venezuela. Aunque inicialmente se le consideraba ampliamente distribuida en gran parte de los páramos de la Cordillera de Mérida, estos estimados deben ser corregidos para tomar en cuenta la diversidad de taxones actualmente reconocida. En estudios previos se estimó que el área de distribución de R. empetrus era de alrededor de 2000 km², pero actualmente se considera que este taxón está restringido a los valles del río Albarregas y el río Mucujún en la Sierra de La Culata mientras que las poblaciones de la Sierra Nevada de Mérida se corresponden con R. bolivari, las poblaciones de la serranía de Santo Domingo se corresponden con R. chiquinquirana y R. frailejona y las poblaciones del estado Trujillo se corresponden con R. centenaria, R. castellana y R. lossadana.

## Conservación
Las poblaciones de R. empetrus se consideran vulnerables por su alto grado de especialización al medio ambiente páramo. A pesar de que se sospecha que sus larvas se alimentan de plantas altamente abundantes en su hábitat natural, la transformación de los páramos por el sobrepastoreo y la agricultura pueden cambiar las condiciones locales y extinguir poblaciones enteras. Los ecosistema de alta montaña venezolanos se consideran igualmente amenazados según los criterios de listas rojas de ecosistemas.
Los conflictos en el uso de la tierra dentro del P.N. Sierra de La Culata pueden afectar la subsistencia de poblaciones de esta especie. Hasta la fecha se ha detectado la presencia y permanencia de pastoreo y agricultura en zonas reservadas para la preservación de la flora y fauna silvestre y de los ambientes naturales, aunque los porcentajes de área afectada son bajos.
R. empetrus fue incluidas en la primera lista roja de insectos amenazados a nivel global por considerarse entre un grupo de especies raras o escasas.
R. empetrus fue considerada como especie bajo preocupación menor en la edición del 2008 del libro rojo de la fauna Venezolana, pero actualmente se considera En Peligro (EN), aunque los recientes cambios taxonómicos hacen necesaria una revisión de esta evaluación.